# Carnegie Hero Trust Fund
Carnegie Hero Trust Funds sind durch Andrew Carnegie gegründete Stiftungen, die besonders selbstlos handelnde Menschen auszeichnen sollen und bei Verletzungen oder Tod den Rettern bzw. ihren Hinterbliebenen Unterstützung leisten sollen.
Beeindruckt durch das mutige Handeln zweier Männer, die im Jahr 1904 unter Lebensgefahr bei einem Minenunglück viele Verschüttete retteten, aber zusammen mit 179 anderen Männern starben, gründete Andrew Carnegie in elf Ländern Carnegie Hero Trust Funds, die besonders selbstlos handelnde Menschen auszeichnen sollten. Die Stiftungen leisten verletzten Rettern oder den Hinterbliebenen verstorbener Retter auch finanzielle Hilfe.
Als ersten Hero Trust Fund gründete Carnegie 1904 in Amerika die Carnegie Hero Fund Commission. 1908 folgte die Gründung des Carnegie Hero Trust Funds in Großbritannien. Weitere folgten in Frankreich, Deutschland (1910), Belgien, Dänemark, Italien, den Niederlanden, Norwegen, Schweden und der Schweiz (jeweils 1911).

## Carnegie Stiftung in Deutschland
Geschichte der Stiftung in Deutschland (Auszüge)
Mit Schreiben vom 22. September 1910 an den Deutschen Kaiser wurde die Gründung der Stiftung von Andrew Carnegie persönlich angeregt und unter dem Protektorat des damaligen Kaisers verwirklicht.
Hierzu heißt es in einem Kaiserlichen Erlass: „Mit dem von The Honourable Andrew Carnegie zur Verfügung gestellten Kapital von 1,25 Millionen Dollar wurde unter dem Namen ‚Carnegie Stiftung für Lebensretter‘ eine Stiftung errichtet, über welche Seine Majestät der Deutsche Kaiser und König von Preußen das Protektorat zu übernehmen die Gnade haben wollen.“
Am 17. Dezember 1910 wurde von Andrew Carnegie die Gründungssatzung unterzeichnet und am 31. Dezember 1910 wurde die Stiftungserrichtung durch nachfolgend aufgeführtes Schreiben vollzogen:
„Auf den Bericht vom 29. Dezember 1910 will Ich der von Herrn Andrew Carnegie mit einem Kapital von 1,25 Millionen Dollar unter dem Namen ‚Carnegie Stiftung für Lebensretter‘ in Berlin begründeten milden Stiftung hierdurch auf Grund der zurückfolgenden Satzung vom 17. Dezember 1910 Meine landesherrliche Genehmigung erteilen.
Gez. Wilhelm R.“
Im Jahr 1912 stockte Andrew Carnegie das Stiftungskapital um 250.000 US-Dollar auf, so dass es nunmehr 1,5 Millionen Dollar betrug.
Zeittafel bis 1911:
- 22. September 1910: Andrew Carnegie schreibt an Kaiser Wilhelm II., über seinen Plan, auch in Deutschland eine gemeinnützige Stiftung für Lebensretter zu gründen
- 31. Oktober 1910: Antwort von Wilhelm II., in welcher er seine Begeisterung und aktive Unterstützung für diese noble Idee kundgibt
- 17. Dezember 1910: Andrew Carnegie zeichnet persönlich die Satzung der „Carnegie Stiftung für Lebensretter“, über die der Kaiser die Schirmherrschaft innehat
- 31. Dezember 1910: Wilhelm II. genehmigt die Stiftungsgründung und setzt die Stiftungssatzung in Kraft (Satzung 1910) und (Gründungsbrief Andrew Carnegie)

In der darauf folgenden Zeit bis zum Ende des Ersten Weltkriegs hatte die Stiftung durchschnittlich bis zu 100 Ehrungen pro Jahr. Neben einmaligen Beihilfen und Rentenzahlungen wurde auf Beschluss des Kuratoriums vom 27. Februar 1913 eine Rettungsmedaille mit dem Porträt von Andrew Carnegie verliehen.
Die Wirren des Ersten Weltkrieges und die damit einhergehende Inflation sorgten für eine Fortführung der Stiftungsarbeit auf sehr niedrigem Niveau.
Erst 1930 gingen die Stiftungsaktivitäten in großem Umfang weiter. 1934 erfolgte dann eine weitere „Reorganisation“ unter dem Naziregime. Ab 1939 riss der Kontakt zur Stiftung in Deutschland völlig ab, der regimetreue Vorstand antwortete auf keinen Kontaktversuch der anderen 22 Stiftungen mehr, der Kontakt zur Andrew Carnegie Group blieb für immer verloren.

### Aktuelle Entwicklungen
Am 5. Oktober 2005 trafen sich Vertreter der verschiedenen Hero Funds im Rathaus von Edinburgh, Schottland, Tagesordnungspunkt war u. a. die Wiedererrichtung des Hero Funds (Carnegie Stiftung für Lebensretter) in Deutschland. Bereits am 15. April 2006 fand in Mannheim die Wiedergründung der Carnegie Stiftung für Lebensretter statt (Rechtsform: eingetragener Verein).
Neben der Ehrung und Unterstützung von Lebensrettern oder deren Hinterbliebenen verlieh die deutsche Stiftung einmal im Jahr an Organisationen und Personen, die sich um die Zivilgesellschaft verdient gemacht haben, die Andrew Carnegie Ehrenmedaille.
Die Carnegie Stiftung Deutschland e. V. ist zwischenzeitlich insolvent. Das ursprüngliche Ziel des Vereins – eine Stiftung gemäß BGB zu gründen – konnte nicht erreicht werden.
Die Markenrechte und das verbleibende Inventar wurden von der WICOM Germany GmbH vom Insolvenzverwalter gekauft und so vor dem erneuten Untergang gerettet. WICOM betreibt die Wiedergründung der Stiftung intensiv. Inzwischen ist die Satzung in Zusammenarbeit mit je einem Vertreter von WICOM (Brian Fera, geschäftsführender Gesellschafter), des DRK (Karl Demmer, Präsidiumsmitglied), der DLRG (Klaus Wilkens, Präsident), des THW (Rainer Schwierczinski, Vizepräsident) und der Malteser (Edmund Baur, Vizepräsident) fertiggestellt. Es wird in Kürze die Neuerrichtung in Form einer Stiftung erfolgen. Die Stiftung wird dann wieder, wie in den anderen Ländern, Lebensretter ehren und arbeitet eng mit den Stiftungen in den anderen Ländern zusammen, insbesondere mit der Schweiz. Inzwischen ist die Stiftung unter dem Dach der WICOM wieder aktiv.

## Carnegie Medal of Philanthropy
Die 23 Stiftungen von Andrew Carnegie verleihen alle zwei Jahre den Preis „Carnegie Medal of Philanthropy“, bisherige Preisträger waren u. a. die Rockefeller Familie, die Gates Familie und der Aga Khan.